# Highclere Castle

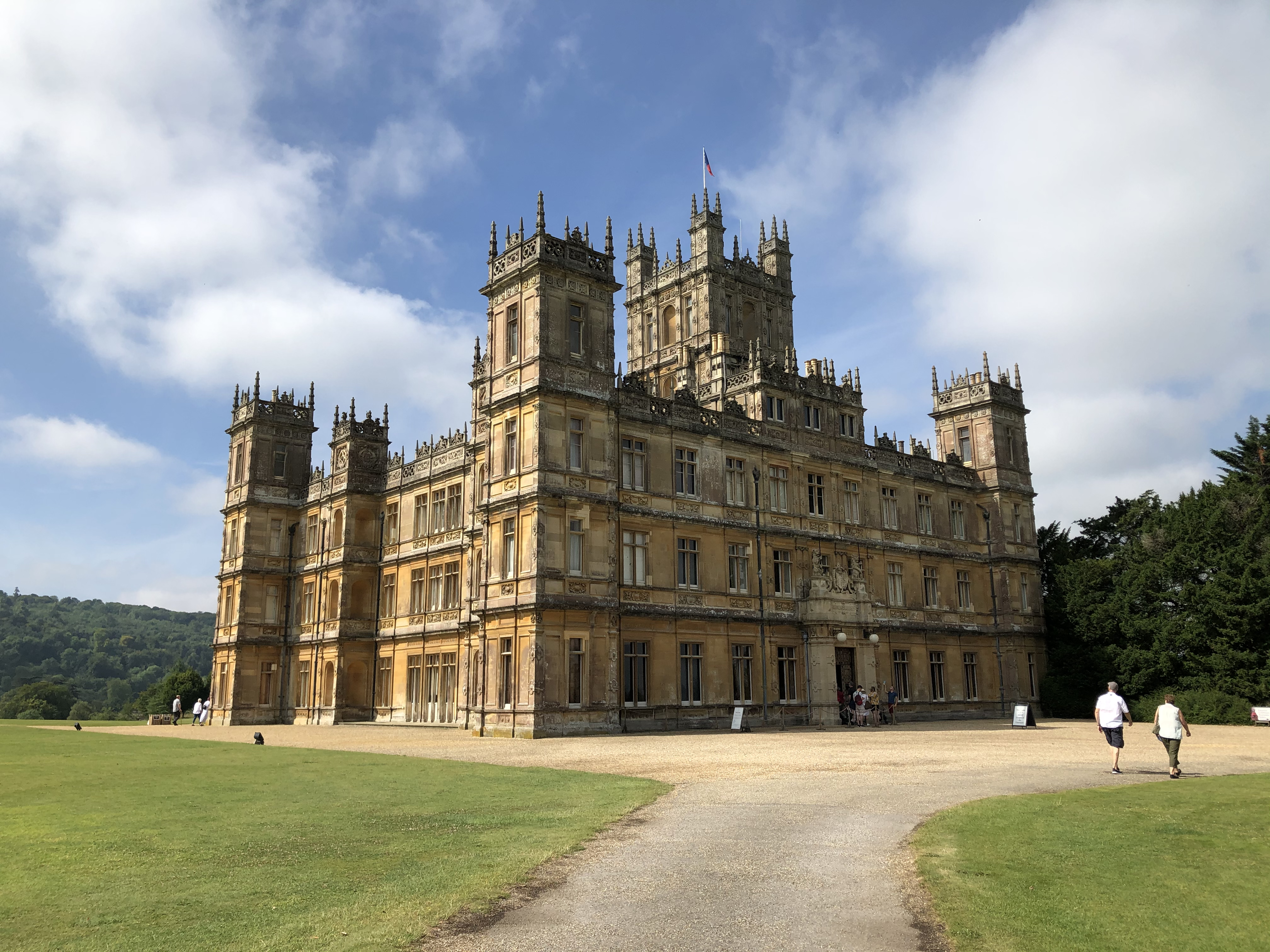
Highclere Castle (2019)

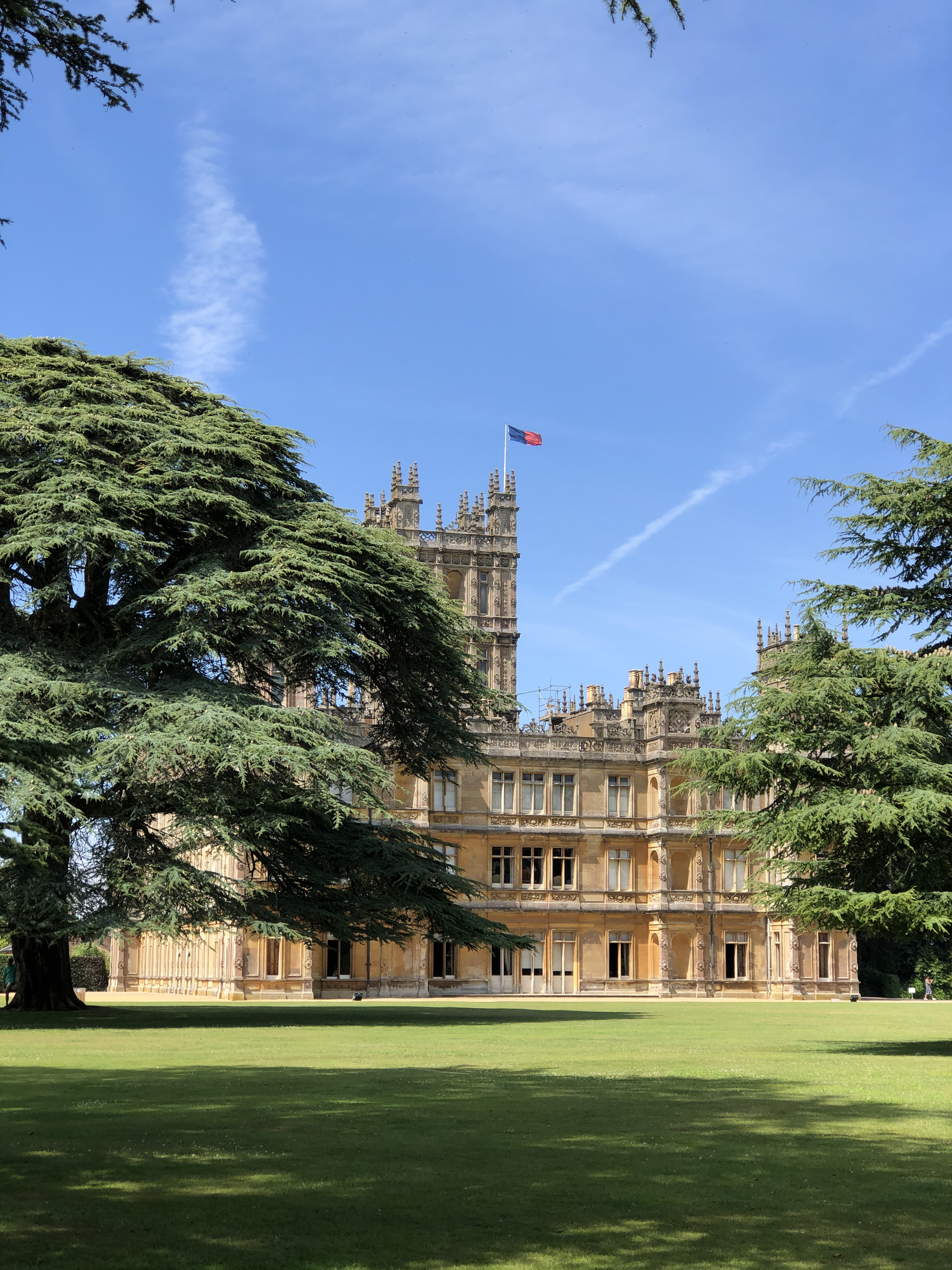
Blick vom Garten zum Schloss

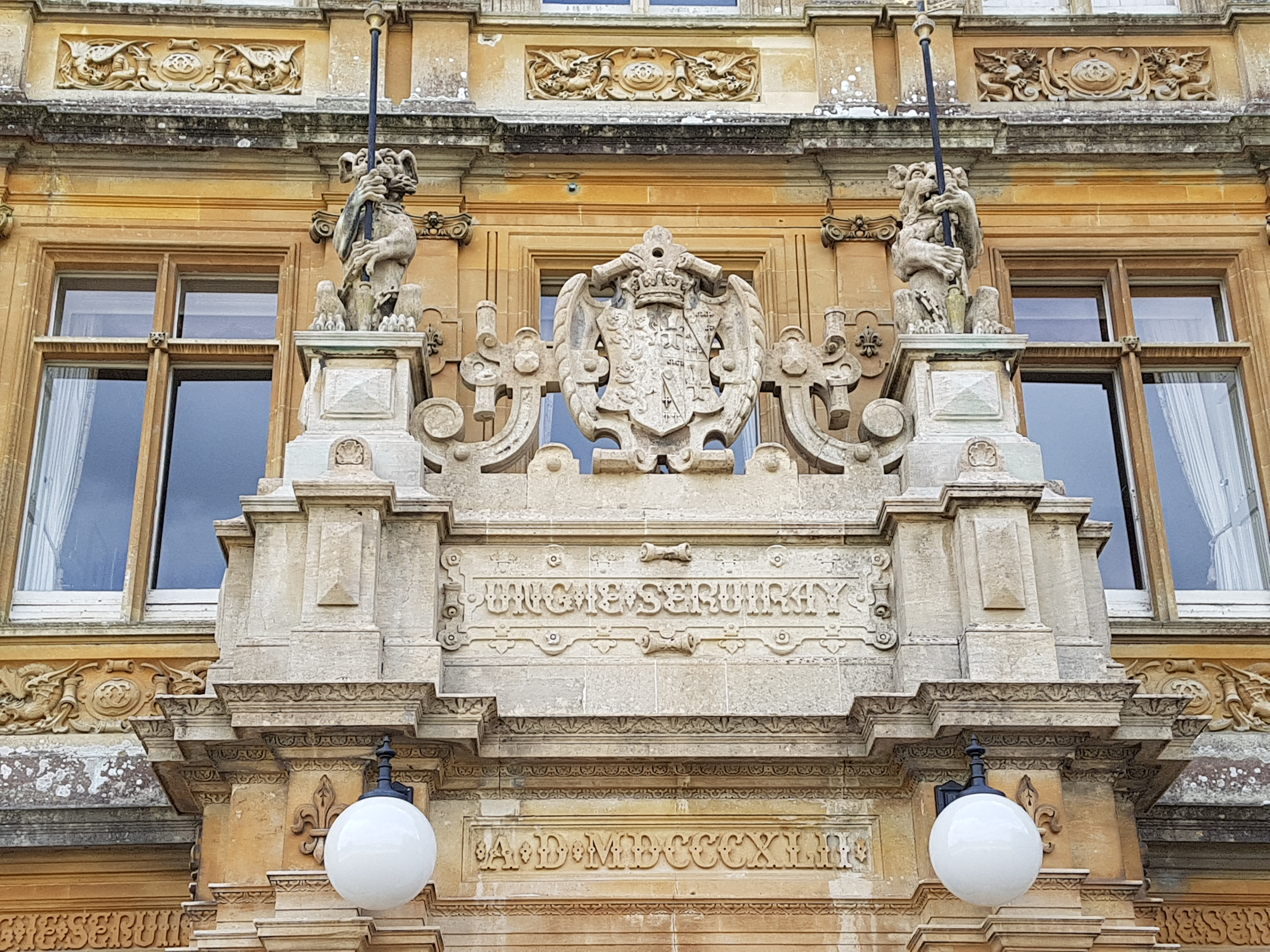
Wappenkartusche mit dem Allianzwappen Herbert–Molyneux Howard, der Devise UNG JE SERVIRAY und der Jahresangabe A D MDCCCXLII (1842) über dem Haupteingang (2017)

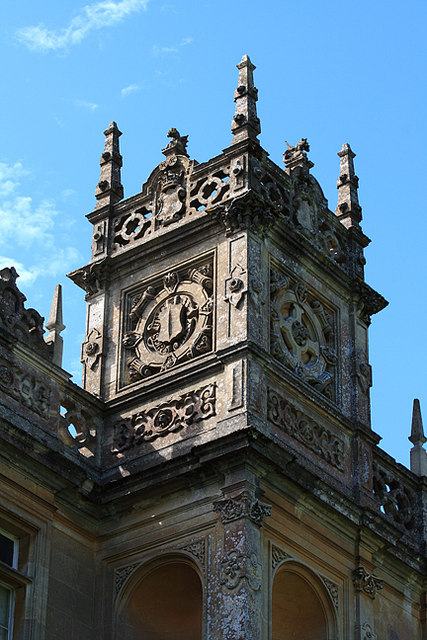
Türmchen

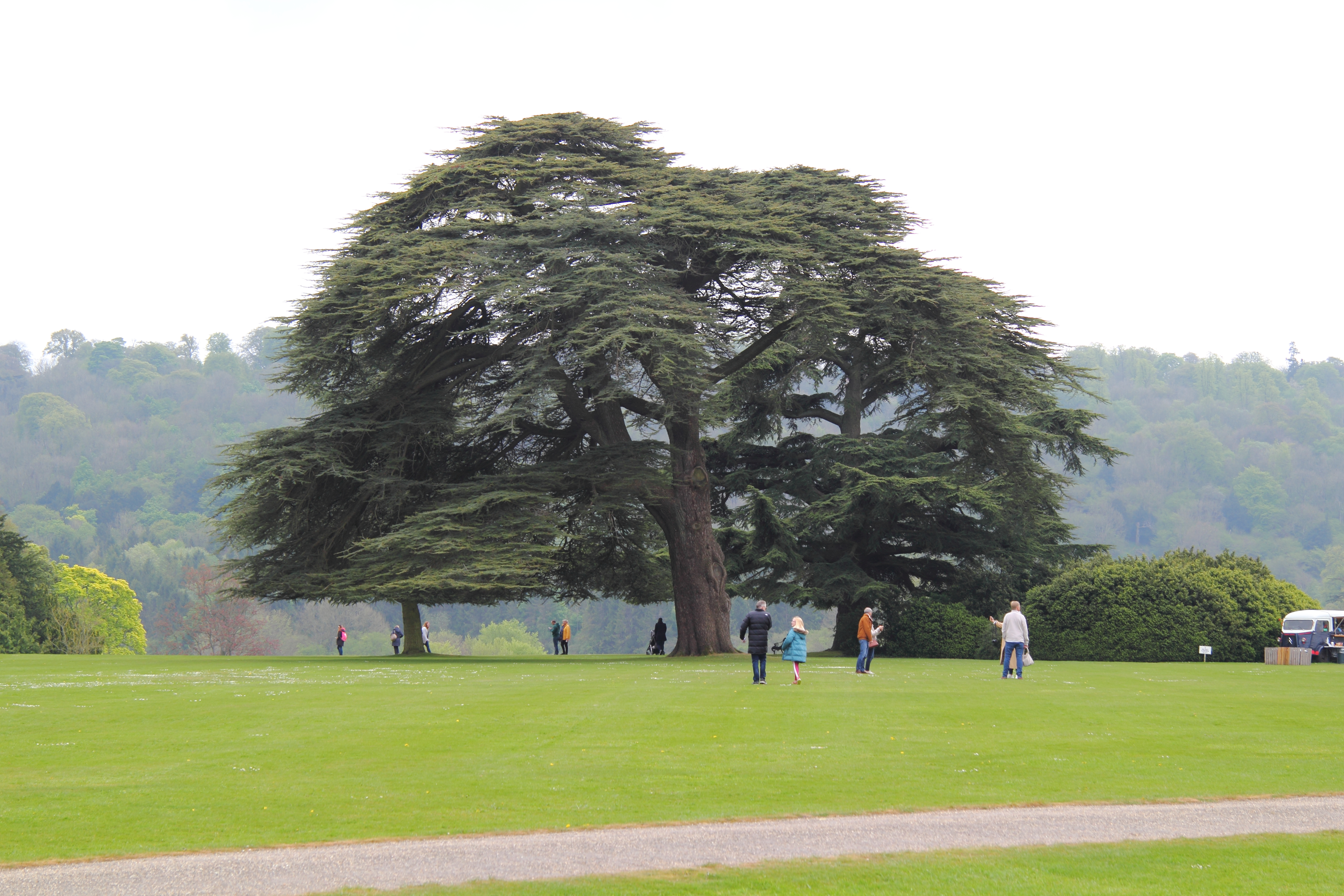
Libanon-Zeder im Park von Highclere Castle

Highclere Castle [ˈhaɪklɪər] ist ein im Neo-Renaissance-Stil des 19. Jahrhunderts errichtetes, englisches Herrenhaus. Es liegt bei Newbury im Norden der Grafschaft Hampshire, ca. 85 Kilometer westlich von London.

## Geschichte

### Vor dem 19. Jahrhundert
Die Liegenschaft des Hauses, die im Domesday Book aufgeführt ist, wurde seit dem 8. Jahrhundert von den Bischöfen von Winchester genutzt. Sie errichteten dort im Mittelalter ein Schloss. Das Haus ging 1692 in den Besitz der englisch-walisischen Familie Herbert über, als Robert Sawyer es seiner Tochter Margaret vermachte, der ersten Ehefrau von Thomas Herbert, dem 8. Grafen von Pembroke. Damals war es ein rechteckiges Gebäude in einem etwa 400 Hektar großen Park, umgeben von landwirtschaftlich genutzten Flächen. Der zweite Sohn des 8. Grafen von Pembroke erbte den Besitz, begann hier eine Gemäldesammlung aufzubauen und errichtete den Tempel im Garten des Schlosses. Dessen Neffe und Erbe, Henry Herbert, wurde der erste Baron Porchester und später der erste Earl of Carnarvon.

### Baugeschichte des heutigen Gebäudes
Das heutige Highclere Castle wurde nach Plänen des Architekten Sir Charles Barry aus den Jahren 1839 bis 1842 gebaut, der auch die Houses of Parliament in Westminster in London geplant hatte. Bauherr war Henry Herbert, 3. Earl of Carnarvon, der bei den Umbauten auch seine eigenen Stilvorstellungen einbrachte. Dies ist besonders in der Fassadengestaltung aus Bath Stone sichtbar. Hier ließ der Bauherr mehr von den Baudetails der mittel- und nordeuropäischen Renaissance im Mischstil Jacobethan der britischen Kunstgeschichte einfließen. In der Great Hall im Inneren des Schlosses wurden auf seinen Wunsch hin gotische Elemente als Hammerbalken-Gewölbe ausgeführt.
Nach dem Tod des 3. Earl im Jahre 1849 beauftragte Henry Herbert, 4. Earl of Carnarvon den britischen Architekten Thomas Allom mit der Aufsicht über den Innenausbau des Schlosses, der im Jahre 1878 abgeschlossen wurde.

### Geschichte des Parks
Der erste Earl of Carnarvon gestaltete den Park gemäß einem Entwurf des Landschaftsarchitekten Capability Brown in den Jahren 1774 bis 1777 um. Dabei wurde das bestehende Dorf umgesiedelt. Die Reste der Dorfkirche aus dem Jahre 1689 sind südwestlich des Schlosses noch zu sehen. Der im 18. Jahrhundert bekannte Sammler von Pflanzen und Samen Bischof Stephen Pococke war ein Freund des Hauses und brachte von einer Reise in den Libanon Samen der Libanon-Zeder mit, von denen heute noch einige stattliche Exemplare im Park zu sehen sind.
Im Park selbst gibt es einige Sehenswürdigkeiten, so den Tempel mit Korinthischen Säulen aus dem 1743 in London am Piccadilly abgebrochenen Devonshire House.

### Almina und George Herbert, 5. Earl of Carnarvon und das Ägyptische Museum
George Herbert, 5. Earl of Carnarvon wurde 1866 im Highclere Castle geboren. Er ist vor allem als „Finanzier“ der Ausgrabung des altägyptischen Grabes von Pharao Tutanchamun 1922 im Tal der Könige bekannt. Er hatte die reiche Erbin Almina Wombwell, die Tochter des Bankerben Alfred de Rothschild (1842–1918), einem Sohn von Lionel de Rothschild, geheiratet. So erhielt Lord Carnarvon eine sehr große Mitgift. De Rothschild machte sie auch zur Erbin seines riesigen Vermögens. 
Der 5. Earl hatte sich 1907 verpflichtet, die Ausgrabungen der Adelsgräber in Deir el-Bahari gegenüber von Theben in Ägypten zu finanzieren. Das Ägyptische Museum in Highclere Castle wurde von George Herbert, 5. Earl of Carnarvon zusammen mit dem Archäologen Howard Carter, dem Entdecker des Grabes von Tutenchamun, im Jahre 1922 eingerichtet.
Nach seinem Tod 1923 unterstützte Almina weiter Howard Carter und sein Team. Sie residierte auf Highclere, verbrachte aber einen Großteil ihrer Zeit in Ägypten, um die berühmten Ausgrabungen zu unterstützen. Heute feiern der 8. Earl of Carnarvon und seine Frau Fiona, 8. Countess of Carnarvon, das Leben von Almina und Lord Carnarvon mit ihrer Ägypten-Ausstellung und zwei Büchern: Carnarvon & Carter und Ägypten in Highclere: Die Entdeckung des Tutanchamun. Almina starb 1969, etwa 46 Jahre nach ihrem ersten Ehemann (sie heiratete Ende 1923 Ian Dennistoun). Ihr Vermächtnis ist eines der weniger beachteten in der Geschichte der Ägyptologie, doch ihr Beitrag zur berühmtesten Entdeckung der Geschichte ist unermesslich.

### Henry Herbert, 7. Earl Carnarvon
Highclere Castle wurde im 20. Jahrhundert mehrmals von Königin Elisabeth II. besucht, die mit dem Besitzer des Anwesens Henry Herbert, 7. Earl of Carnarvon freundschaftlich verbunden war. Von 1969 bis zu seinem Tod 2001 war er Manager der Rennpferde der Monarchin. Nachfolger und Besitzer des Schlosses ist nun George Herbert, 8. Earl of Carnarvon.

## Drehort für Film und Fernsehen
Das Schloss spielte eine Rolle bei verschiedenen Filmen und Fernsehserien. Die bekannteste TV-Serie, die auch in Deutschland lief, war Downton Abbey. Sie wurde dort von 2010 bis 2015 gedreht. Die Produktion kehrte 2018 und 2021 für den gleichnamigen Kinofilm und für den zweiten Kinofilm wieder an den Drehort zurück. Auch das Musikvideo zu Heaven (2006) von John Legend zeigt das Schloss und die umliegenden Parkanlagen.

## Besuchsmöglichkeiten
Highclere Castle ist unregelmäßig für das Publikum geöffnet. Der Eintrittspreis für Schloss und Gärten beträgt £17 im Sommer 2020, für die ägyptische Ausstellung zahlt man zusätzlich £7. Eine Tour durch das Schloss und die Parkanlage kostet £28 und eine Tour mit Zugang zu den Filmkulissen und historischen herrschaftlichen Zimmern, sowie ein Buffet inklusive Butler bekommt man für £125.